# Cabiate
Cabiate é uma comuna italiana da região da Lombardia, província de Como, com cerca de 7.071 habitantes. Estende-se por uma área de 3 km², tendo uma densidade populacional de 2250 hab/km². Faz fronteira com Lentate sul Seveso (MI), Mariano Comense, Meda (MI), Seregno (MI).

## Demografia
| Variação demográfica do município entre 1861 e 2011                               |
|                                                                                   |
| Fonte: Istituto Nazionale di Statistica (ISTAT) - Elaboração gráfica da Wikipedia |